# Kronprinz (Schiff, 1839)
Der Glattdeckdampfer Kronprinz, ab 1864 König Karl, ab 1890 Württemberg, war das zweite Dampfschiff Württembergs auf dem Bodensee und das erste von Escher Wyss für den Bodensee gebaute Schiff.

## Geschichte

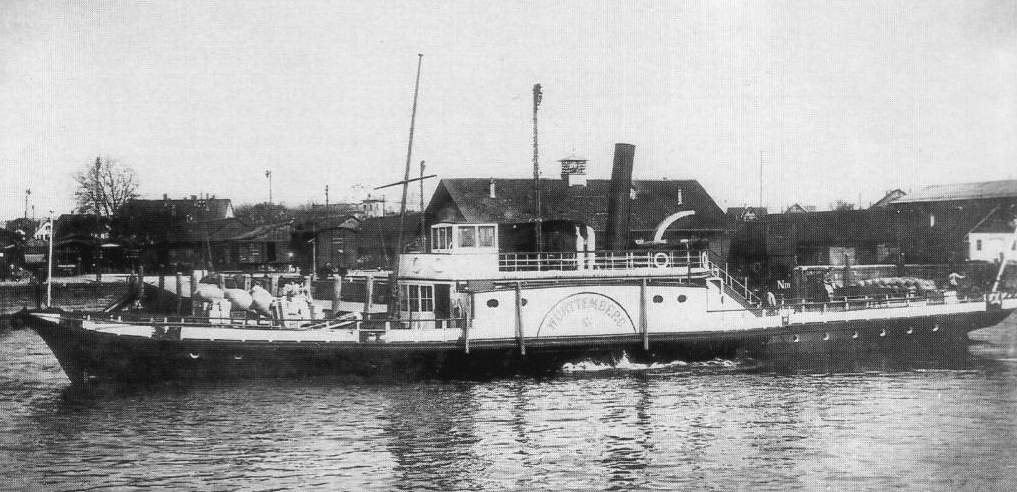
Das Dampfschiff Württemberg in den letzten Betriebsjahren

Nach dem erfolgreichen Beginn der Bodensee-Dampfschifffahrt war die Wilhelm zunehmend ausgelastet, so dass nach 15 Jahren mit der Kronprinz ein weiteres Schiff zur Entlastung angeschafft wurde. Ihren Namen erhielt die Kronprinz in Anlehnung an den Sohn des damals herrschenden Königs, Kronprinz Karl. Mit dem Neubau des Schiffs wurde die Zürcher Firma Escher, Wyss & Cie. beauftragt, die bereits erfolgreich mehrere Schiffe für schweizerische Schiffsbetriebe auf anderen Seen gebaut hatte. Die Kronprinz war das erste von Escher Wyss gefertigte Bodenseeschiff, dem noch viele weitere folgen sollten – aus dieser Werft stammten in der Summe die meisten Bodenseedampfschiffe.
Wie die Wilhelm bediente auch die Kronprinz vorwiegend die Verbindungen von Württemberg in die Schweiz. Die Krönung Karls zum württembergischen König im Jahr 1864 war der Anlass zur Umbenennung des Schiffs in König Karl. Obwohl Württemberg nach der Gründung des Deutschen Kaiserreichs 1871 seine Souveränität weitgehend abgab, blieben die Eisenbahnen aller drei süddeutschen Länder und damit auch die König Karl unter der jeweiligen Landeshoheit. Auf dem Bodensee gab es daher keine Passagierdampfer, die unter der Flagge des Kaiserreichs fuhren. Als 1890 ein Salondampfer-Neubau in Dienst gestellt wurde, wurde der Name König Karl an dieses neue Schiff abgegeben. Die bisherige König Karl erhielt den Namen Württemberg. Nach 64 Betriebsjahren wurde die Württemberg im Jahr 1903 ausgemustert und 1904 abgewrackt, der Schiffsname ging auf ihr Nachfolgeschiff über.